# Stemma di Maastricht
Lo stemma di Maastricht è utilizzato fin dal Medioevo come simbolo della città olandese di Maastricht, nel Limburgo. Da allora, allo stemma con la stella a cinque punte è stato aggiunto solo il portatore dello scudo (un angelo), sebbene sia utilizzato anche dal 1535. La corona sullo stemma è stata aggiunta durante la conferma ufficiale dello stemma da parte dell'Alto Consiglio della Nobiltà il 15 settembre 1819.

## Stemmi influenti

Stemma della Basilica di Nostra Signora dell'Assunzione
Stemma di Maasmechelen